# Nissan Fuga
Der Nissan Fuga (japanisch geschrieben フーガ) ist eine zwischen 2004 und 2022 nur in Japan angebotene Limousine der oberen Mittelklasse des japanischen Automobilherstellers Nissan. Er war der Nachfolger des Cedric und des Gloria.
Ab 2005 war die Modellreihe M von Nissans Luxusmarke Infiniti, die auch außerhalb Japans angeboten wird, baugleich mit dem Fuga und stellte somit dessen Exportversion dar.

## Fuga Y50 (2004–2009)
Der Fuga wurde erstmals auf der Tokyo Motor Show Ende 2003 gezeigt und ging im Herbst 2004 in Serie.
Angeboten wurden hinterradgetriebene, viertürige Limousinen mit 2,5- und 3,5-Liter-V6, ab 2007 auch ein 4,5 Liter großer V8-Motor. Für den größeren V6 gab es auch einen optionalen Allradantrieb.
Auf dem Fuga basieren die in den USA verkauften Infiniti-Modelle M35 und M45.

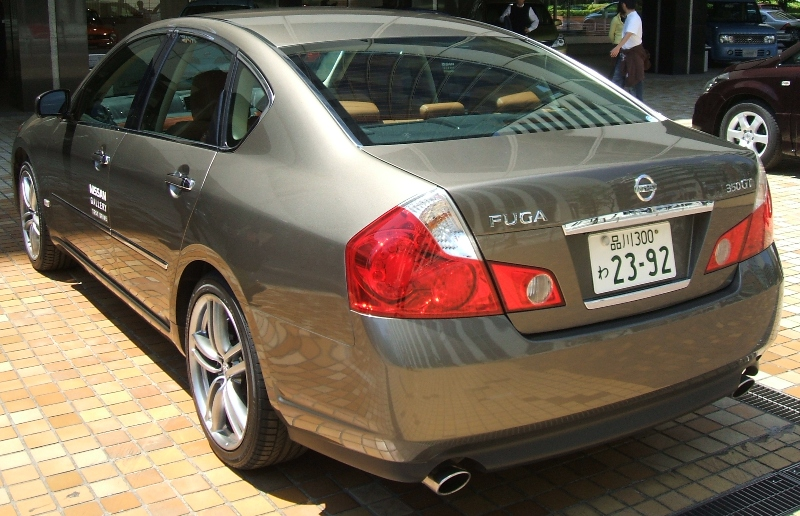
Nissan Fuga 350 GT

| Nissan Fuga Y50                               | 250 GT                                                              | 350 GT                                                              | 450 GT                                                              |
| --------------------------------------------- | ------------------------------------------------------------------- | ------------------------------------------------------------------- | ------------------------------------------------------------------- |
| Motor:                                        | 6-Zylinder-V-Motor (Viertakt), Gabelwinkel 60°                      | 6-Zylinder-V-Motor (Viertakt), Gabelwinkel 60°                      | 8-Zylinder-V-Motor (Viertakt), Gabelwinkel 90°                      |
| Hubraum:                                      | 2495 cm³                                                            | 3498 cm³                                                            | 4494 cm³                                                            |
| Motortyp:                                     | VQ25HR                                                              | VQ35HR                                                              | VK45DE NEO                                                          |
| Bohrung × Hub:                                | 85 × 73,3 mm                                                        | 95,5 × 81,4 mm                                                      | 93 × 82,7 mm                                                        |
| Leistung bei 1/min:                           | 164 kW (223 PS) bei 6800                                            | 230 kW (313 PS) bei 6800                                            | 245 kW (333 PS) bei 6400                                            |
| Max. Drehmoment bei 1/min:                    | 263 Nm bei 4800                                                     | 358 Nm bei 4800                                                     | 455 Nm bei 4000                                                     |
| Verdichtung:                                  | 10,3:1                                                              | 10,6:1                                                              | 10,5:1                                                              |
| Gemischaufbereitung:                          | Elektronische Einspritzung                                          | Elektronische Einspritzung                                          | Elektronische Einspritzung                                          |
| Ventilsteuerung:                              | DOHC, Steuerkette, 4 Ventile pro Zylinder                           | DOHC, Steuerkette, 4 Ventile pro Zylinder                           | DOHC, Steuerkette, 4 Ventile pro Zylinder                           |
| Kühlung:                                      | Wasserkühlung                                                       | Wasserkühlung                                                       | Wasserkühlung                                                       |
| Getriebe:                                     | 5-Gang-Automatik                                                    | 5-Gang-Automatik                                                    | 5-Gang-Automatik                                                    |
| Antrieb, serienmäßig:                         | Hinterradantrieb                                                    | Hinterradantrieb                                                    | Hinterradantrieb                                                    |
| Antrieb, optional:                            | —                                                                   | Allradantrieb                                                       | —                                                                   |
| Radaufhängung vorn:                           | Einzelradaufhängung an Doppelquerlenkern, Schraubenfedern           | Einzelradaufhängung an Doppelquerlenkern, Schraubenfedern           | Einzelradaufhängung an Doppelquerlenkern, Schraubenfedern           |
| Radaufhängung hinten:                         | Einzelradaufhängung (Mehrlenkerachse), Schraubenfedern              | Einzelradaufhängung (Mehrlenkerachse), Schraubenfedern              | Einzelradaufhängung (Mehrlenkerachse), Schraubenfedern              |
| Bremsen:                                      | Scheibenbremsen rundum, Bremskraftverstärker                        | Scheibenbremsen rundum, Bremskraftverstärker                        | Scheibenbremsen rundum, Bremskraftverstärker                        |
| Lenkung:                                      | Zahnstangenlenkung, servounterstützt a.W. Allradlenkung Super-Hicas | Zahnstangenlenkung, servounterstützt a.W. Allradlenkung Super-Hicas | Zahnstangenlenkung, servounterstützt a.W. Allradlenkung Super-Hicas |
| Karosserie:                                   | Stahlblech, selbsttragend, mit Hilfsrahmen                          | Stahlblech, selbsttragend, mit Hilfsrahmen                          | Stahlblech, selbsttragend, mit Hilfsrahmen                          |
| Spurweite vorn/hinten:                        | 1540/1555 mm                                                        | 1540/1555 mm                                                        | 1540/1555 mm                                                        |
| Radstand:                                     | 2900 mm                                                             | 2900 mm                                                             | 2900 mm                                                             |
| Abmessungen:                                  | 4930 × 1805 × 1510 mm                                               | 4930 × 1805 × 1510 mm                                               | 4930 × 1805 × 1510 mm                                               |
| Leergewicht:                                  | 1670 kg                                                             | 1700–1760 kg                                                        | 1770–1800 kg                                                        |
| Höchstgeschwindigkeit:                        | nicht angegeben                                                     | nicht angegeben                                                     | nicht angegeben                                                     |
| 0–100 km/h:                                   | nicht angegeben                                                     | nicht angegeben                                                     | nicht angegeben                                                     |
| Verbrauch (Liter/100 Kilometer, jap. Zyklus): | 9,0 S                                                               | 10,7–11,5 S                                                         | 12,4 S                                                              |
| Preis:                                        | ¥ 3,969–4,200 Mio. (12/07) entspricht € 25.800–27.300               | ¥ 4,494–5,334 Mio. (12/07) entspricht € 29.200–34.700               | ¥ 5,712–6,279 Mio. (2008) entspricht € 37.100–40.800                |

## Fuga Y51 (2009–2022)

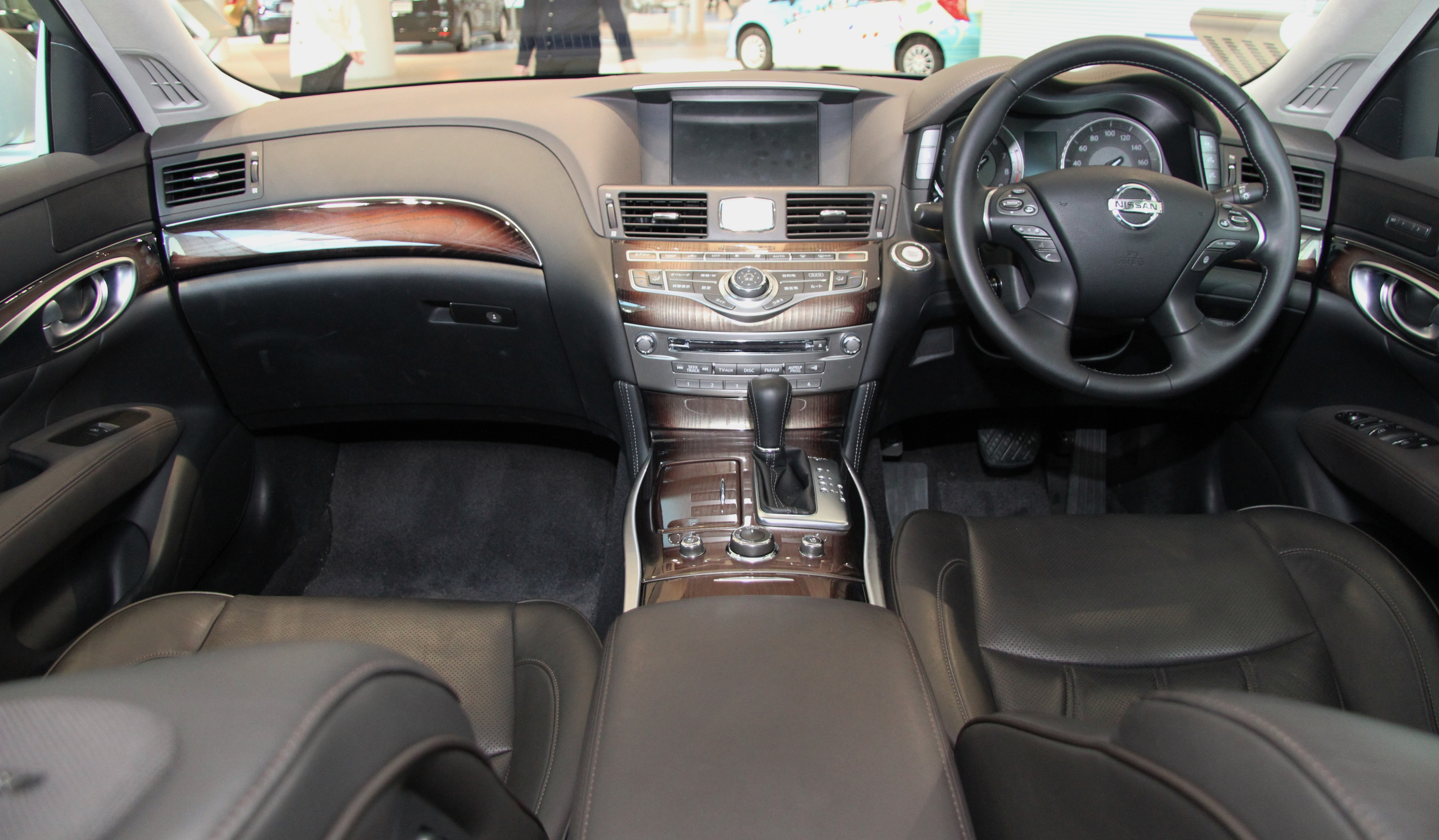
Innenraum

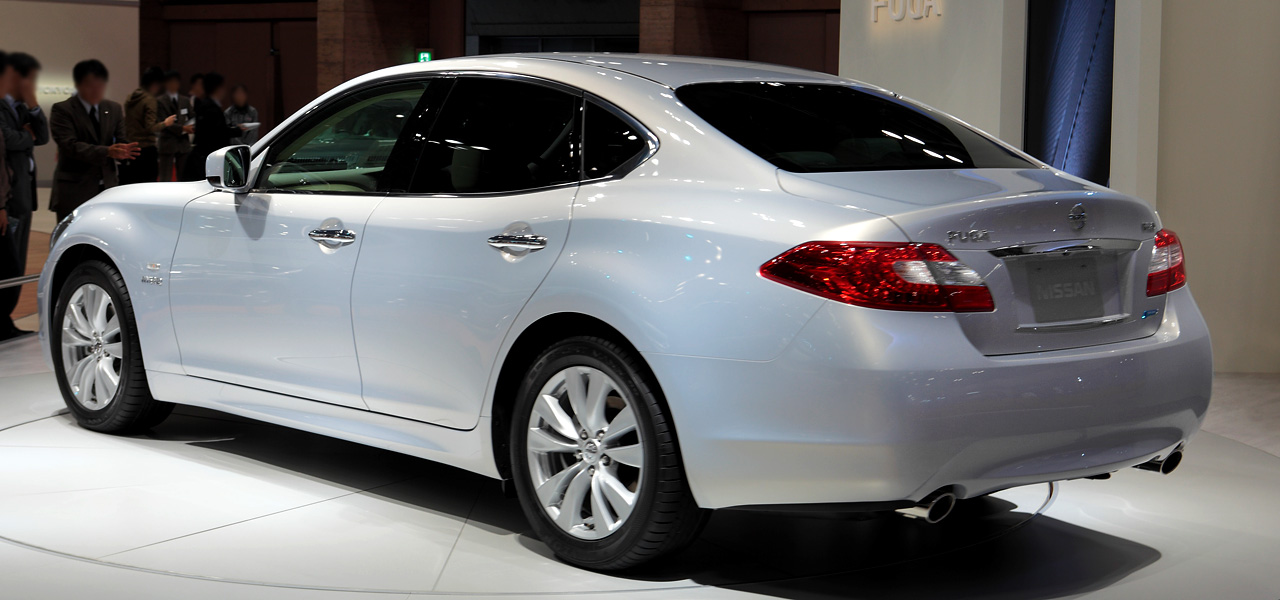
Heckansicht

Im Oktober 2009 debütierte auf der Tokyo Motor Show die zweite Generation des Fuga, die im darauffolgenden Monat nur in Japan in den Verkauf ging. In andere Absatzmärkte wird nur der baugleiche Infiniti Q70 exportiert.

### Ausstattung
Als Standard in allen Ausstattungsvarianten kann der Fahrer mittels des sogenannten "Drive Mode Selector" zwischen verschiedenen Fahrprogrammen wählen: Normal, Eco und Sport. Diese Programme nehmen unter anderem Veränderungen an Antriebsstrang, Stabilitätskontrolle und dem Gaspedal vor. Bei letzterem wird im Eco-Modus in passenden Situationen durch leichten Gegendruck darauf aufmerksam gemacht, dass Gas weggenommen werden kann, um einen geringeren Benzinverbrauch zu erreichen. Je nach Ausstattungsvariante kann der Fuga mit elektronischer Dämpferkontrolle, Tempomat, Abstands- und Spurhalteassistent, Bi-Xenon-Scheinwerfern und weiteren Extras ausgerüstet werden.

### Technik
Der Fuga Y51 ist wie der Vorgänger nur als viertürige Limousine konzipiert, die standardmäßig mit Hinterradantrieb ausgerüstet ist. Seit Verkaufsstart kann zwischen zwei verschiedenen V6-Benzinmotoren gewählt werden, von denen der leistungsstärkere mit Allradantrieb erhältlich ist. Der aus dem Vorgänger bekannte V8-Benzinmotor wird nicht mehr angeboten. Als Getriebe dient eine 7-stufige Automatik, die auch über einen manuellen Modus verfügt.

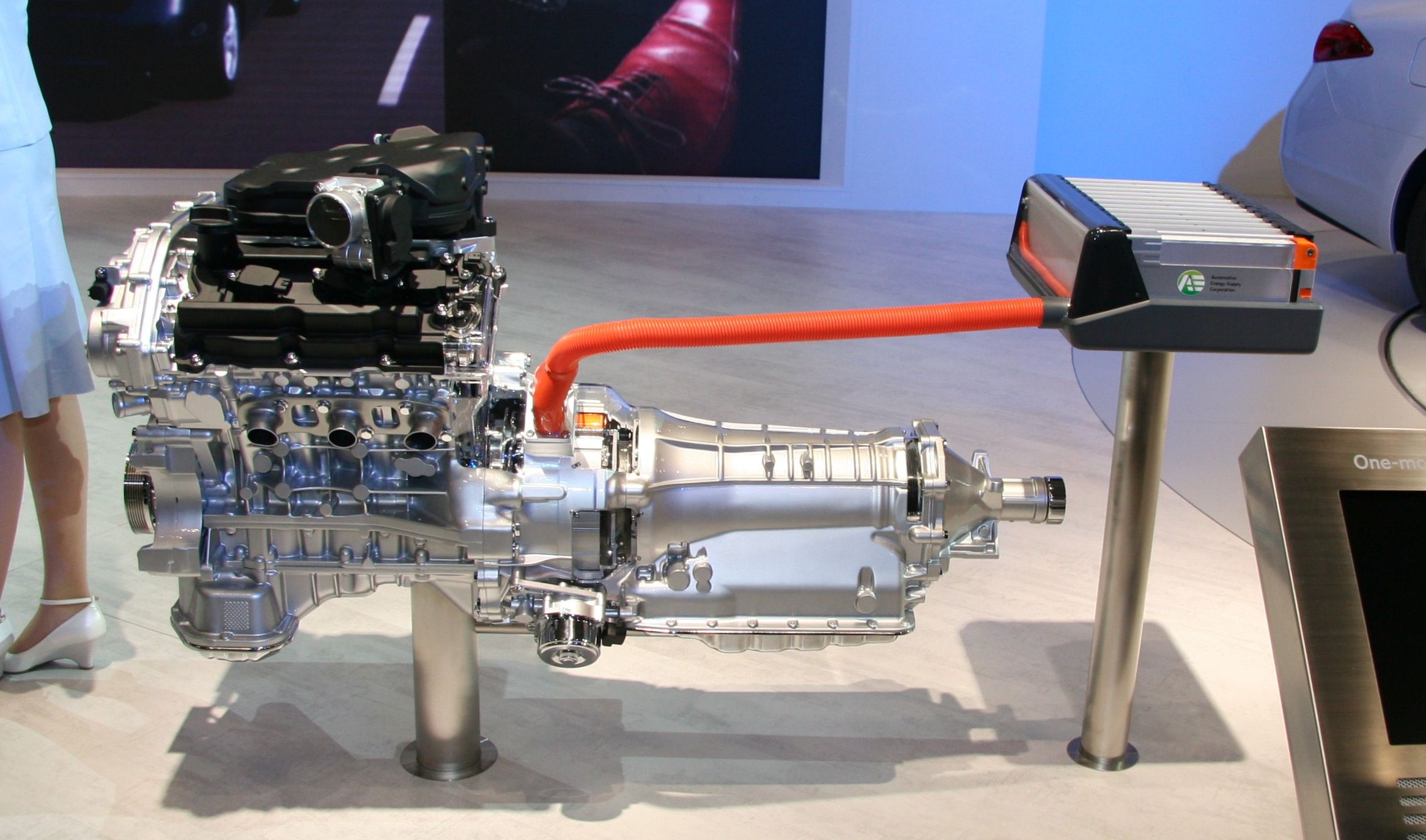
Antriebsstrang des Fuga Hybrid

Bei der Vorstellung des neuen Fuga kündigte Nissan auch eine Hybrid-Variante an, die seit November 2010 in Japan angeboten wird. Der Motor ist ein speziell angepasster 3,5-Liter-V6-Benziner, der über zwei parallele Kupplungen mit einem 50-kW-Elektromotor sowie dem Automatikgetriebe verbunden ist. Diese leichte und kraftstoffsparende Bauweise macht einen klassischen Drehmomentwandler überflüssig. Der Elektromotor wurde auch für höhere Geschwindigkeiten konzipiert, sodass der Fuga Hybrid mit rein elektrischem Antrieb eine Geschwindigkeit von mehr als 100 km/h erreichen kann. Als Energiespeicher für den Elektroantrieb dient ein Lithium-Ionen-Akkumulator von Automotive Energy Supply, dem auch durch ein regeneratives Bremssystem Energie zugeführt wird.
Mit der Einführung dieses Hybridsystems ist der Fuga das erste selbst entwickelte Fahrzeug dieser Art von Nissan. Vom Altima gab es zwar schon eine Hybridausführung, allerdings wurde dabei die kompliziertere Technik des Herstellers Toyota verbaut.
Um Unfälle zwischen Fußgängern und dem im elektrischen Fahrmodus nahezu lautlosen Hybridfahrzeug bei geringen Geschwindigkeiten zu vermeiden, kommt Nissans selbst entwickeltes Sicherheitssystem Approaching Vehicle Sound for Pedestrians (AVSP) zum Einsatz. Dieses erzeugt beim Fahren bis 30 km/h, bei einer Geschwindigkeitsverringerung unter 25 km/h und beim Zurücksetzen automatisch ein Geräusch, mit dem umstehende Personen aufmerksam gemacht werden.
| Nissan Fuga Y51                               | 250                                                       | 370                                                       | 350 Hybrid                                                |
| --------------------------------------------- | --------------------------------------------------------- | --------------------------------------------------------- | --------------------------------------------------------- |
| Bauzeitraum:                                  | 2009–2022                                                 | 2009–2022                                                 | 2010–2022                                                 |
| Motor:                                        | 6-Zylinder-V-Motor (Viertakt)                             | 6-Zylinder-V-Motor (Viertakt)                             | 6-Zylinder-V-Motor (Viertakt)                             |
| Hubraum:                                      | 2495 cm³                                                  | 3696 cm³                                                  | 3498 cm³                                                  |
| Motortyp:                                     | VQ25HR                                                    | VQ37VHR                                                   | VQ35HR                                                    |
| Bohrung × Hub:                                | 85,0 × 73,3 mm                                            | 95,5 × 86,0 mm                                            | 95,5 × 81,4 mm                                            |
| Leistung bei 1/min:                           | 165 kW (225 PS) bei 6400                                  | 245 kW (333 PS) bei 7000                                  | 225 kW (306 PS) bei 6800                                  |
| Max. Drehmoment bei 1/min:                    | 258 Nm bei 4800                                           | 363 Nm bei 5200                                           | 350 Nm bei 5000                                           |
| Verdichtung:                                  | 10,3:1                                                    | 11,0:1                                                    | 10,6:1                                                    |
| Gemischaufbereitung:                          | Elektronische Einspritzung                                | Elektronische Einspritzung                                | Elektronische Einspritzung                                |
| Ventilsteuerung:                              | DOHC, Steuerkette, 4 Ventile pro Zylinder                 | DOHC, Steuerkette, 4 Ventile pro Zylinder                 | DOHC, Steuerkette, 4 Ventile pro Zylinder                 |
| Variable Ventilsteuerung:                     | —                                                         | Variable Valve Event and Lift (VVEL)                      | —                                                         |
| Kühlung:                                      | Wasserkühlung                                             | Wasserkühlung                                             | Wasserkühlung                                             |
| Zusätzlicher Elektromotor:                    | —                                                         | —                                                         | Synchronmotor 50 kW (68 PS) 270 Nm                        |
| Getriebe:                                     | 7-Gang-Automatik                                          | 7-Gang-Automatik                                          | 7-Gang-Automatik                                          |
| Antrieb, serienmäßig:                         | Hinterradantrieb                                          | Hinterradantrieb                                          | Hinterradantrieb                                          |
| Antrieb, optional:                            | —                                                         | Allradantrieb                                             | —                                                         |
| Radaufhängung vorn:                           | Einzelradaufhängung an Doppelquerlenkern, Schraubenfedern | Einzelradaufhängung an Doppelquerlenkern, Schraubenfedern | Einzelradaufhängung an Doppelquerlenkern, Schraubenfedern |
| Radaufhängung hinten:                         | Einzelradaufhängung (Mehrlenkerachse), Schraubenfedern    | Einzelradaufhängung (Mehrlenkerachse), Schraubenfedern    | Einzelradaufhängung (Mehrlenkerachse), Schraubenfedern    |
| Bremsen:                                      | Belüftete Scheibenbremsen rundum, Bremskraftverstärker    | Belüftete Scheibenbremsen rundum, Bremskraftverstärker    | Belüftete Scheibenbremsen rundum, Bremskraftverstärker    |
| Lenkung:                                      | Zahnstangenlenkung, elektrohydraulisch unterstützt        | Zahnstangenlenkung, elektrohydraulisch unterstützt        | Zahnstangenlenkung, elektrohydraulisch unterstützt        |
| Spurweite vorn/hinten:                        | 1575/1570 mm (Allrad: hinten 1565 mm)                     | 1575/1570 mm (Allrad: hinten 1565 mm)                     | 1575/1570 mm (Allrad: hinten 1565 mm)                     |
| Leergewicht:                                  | 1690–1730 kg                                              | 1720–1810 kg                                              | 1860–1890 kg                                              |
| Höchstgeschwindigkeit:                        | nicht angegeben                                           | nicht angegeben                                           | nicht angegeben                                           |
| 0–100 km/h:                                   | nicht angegeben                                           | nicht angegeben                                           | nicht angegeben                                           |
| Verbrauch (Liter/100 Kilometer, jap. Zyklus): | 8,2 S                                                     | 10–10,9 S                                                 | 5,3 S                                                     |